# 大伴室屋
大伴 室屋（おおとも の むろや、生没年不詳）は、古代日本の豪族。姓は連。一般に流布している系図では大伴武以（武持・健持：たけもち）の子とされるが、世代は合わない。ほかに、武以と室屋の間に3代を記す系図もある。子に談・御物がいたとする系図がある。佐伯連・佐伯宿禰の祖。

## 経歴
允恭天皇から顕宗天皇まで5代の天皇に大連として仕えた。允恭天皇（仁徳天皇の皇子）の代、妃の衣通郎姫のために藤原部を定める。雄略天皇2年、百済の池津媛を犯した石川楯を、来目部に命じて処刑させる。同23年8月、天皇崩御に際して後事を託され、直後に起こった星川稚宮皇子の叛乱を東漢掬と共に鎮圧。清寧天皇2年には、諸国に天皇の御名代として白髪部舎人・膳夫（かしわで）・靱負（ゆげい）を置いた。武烈天皇3年天皇の詔に従い、役丁を徴発して城の形を水派邑（みまたのむら、現在の奈良県河合町か）に築いた他、信濃国にも男丁（よぼろ）を集めて城を作るようにと詔を受けている。